# Brucknerallee 194 (Mönchengladbach)

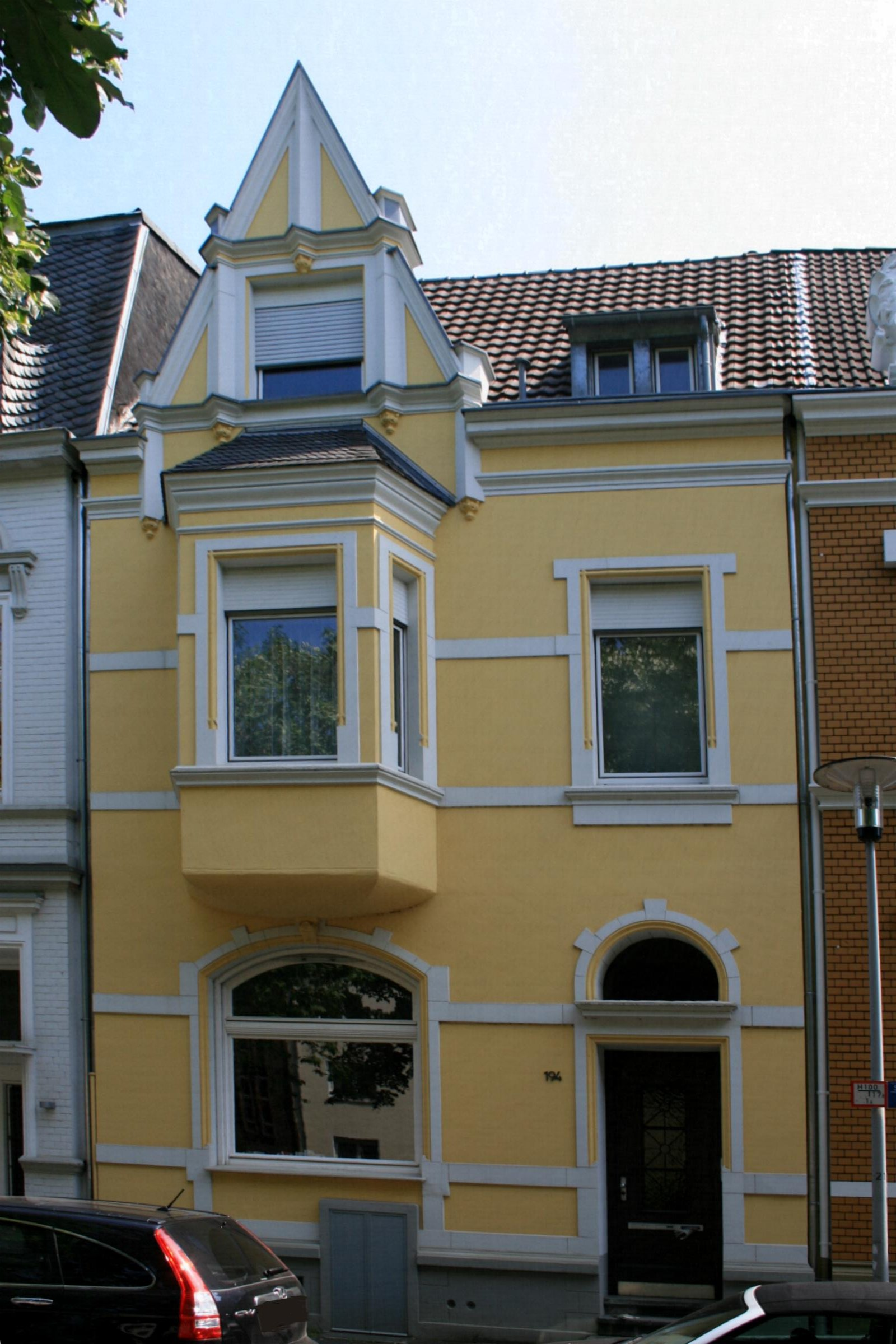
Wohnhaus (2010)

Das Wohnhaus Brucknerallee 194 steht im Stadtteil Grenzlandstadion in Mönchengladbach (Nordrhein-Westfalen).
Das Gebäude wurde 1900 erbaut. Es ist unter Nr. B 102 am 2. März 1989 in die Denkmalliste der Stadt Mönchengladbach eingetragen worden.

## Architektur
Es handelt sich um ein zweigeschossiges, über niedrigem Kellersockel errichtetes, traufständiges Wohnhaus aus der Jahrhundertwende mit ausgebautem Dachgeschoss. Das Haus ist in zwei Achsen zu teilen.
Die linke Achse wird betont durch einen Erker im ersten Obergeschoss und einem darüberliegenden, spitzen, von Fialtürmchen eingefassten Zwerchgiebel mit großem, annähernd quadratischem Fenster. Die glatt verputzte Fassade wird horizontal stark gegliedert durch plastisch abgesetzte Putzbänder.